# はぶし (掃海艇)
はぶし（ローマ字：JDS Habushi, MSC-608、AGS-5112）は、海上自衛隊の掃海艇。かさど型掃海艇の5番艇。艇名は羽節岩礁に由来する。旧海軍鵜来型海防艦「羽節」に次いで日本の艦艇としては2代目。

## 艦歴
「はぶし」は、昭和32年度計画掃海艇308号艇として、日立造船神奈川工場で1958年8月25日に起工され、1959年6月19日に進水、1959年9月22日に就役し、横須賀地方隊に編入された。
1960年3月1日、第1掃海隊群隷下に第33掃海隊が新編され「さきと」、「こうづ」とともに編入。
1961年9月1日、第33掃海隊が、同日付で新編された第2掃海隊群に編入。
1972年3月31日、第33掃海隊が呉地方隊阪神基地隊に編入。
1974年8月28日、海洋観測艇に種別変更され、艇名が海洋観測艇2号（AGS-5112）に改称、佐世保地方隊に編入。
1982年9月4日、除籍。